# Sunna
La Sunna (en árabe: سُنَّة‎, romanizado: Sunna, lit. 'Usanza, costumbre, hábito') es una colección de enseñanzas, dichos y aprobaciones (o desaprobaciones) del profeta islámico Mahoma y algunos de sus compañeros. El Corán y la Sunna son las dos fuentes primarias de revelación de Dios y definen las bases de la religión musulmana: su teología y legislación.
El término en la Arabia preislámica significaba «forma de actuar», «hábito», «camino» o «estilo de vida». Con el estudio islámico del modo vida del profeta, la Sunna (estilo de vida) de Mahoma empezó a llamarse simplemente Sunna, de manera que el término hoy designa concretamente la colección de textos que relata su estilo de vida.

Según el Corán, todo musulmán debe imitar a Mahoma y para ello la Sunna es una guía perfecta:
Obedece a Dios, obedece al mensajero.
Tenéis, de hecho, en el mensajero de Dios un hermoso ejemplo [de conducta] para todo aquel con la esperanza puesta en Dios y en el Día del Juicio.

## Los hadices
Tanto el islam suní  como el chií le otorga a la Sunna una importancia altísima tan solo por detrás del Corán. Sin embargo, cada rama del islam reconoce como canónicas unas colecciones distintas de hadices. La Sunna está compuesta por hadices y lo que constituye un hadiz difiere entre ambas escuelas. 
Estos comprenden dos partes: una primera que relata la línea de transmisión del hadiz desde Mahoma (سَنَد, sanad) y otra que relata el dicho o hecho del Profeta (مَتْن, mazn). Estos se trasmitieron oralmente de maestros a aprendices en las comunidades islámicas. La veracidad del hadiz depende de su trazabilidad (gracias a la primera parte de este) y del reconocimiento de los transmisores. Los miles de hadices que forman la sunna se recogieron y ordenaron sistemáticamente entre el final del siglo VIII y la mitad del siglo XI.

## La sunna de las distintas escuelas

### En el chiismo
La elección de los textos que conforman la Sunna canónica de una rama del islam son de radical importancia en la definición de la doctrina de la religión. Por ello, las distintas ramas del islam han definido distintos cánones.
La colección de la Sunna canónica chií está compuesta por cuatro libros recogidos por tres autores llamados «los tres Mahoma». Se recopilaron en torno al siglo X d. C. y siglo XI d. C. Las recopilaciones más importantes son los siguientes, conocidas como Al-Kutub Al-Arba’a (الكتب الاربعة, Los Cuatro Libros):
- Kitab al-Kafi, recogido por Muhammad ibn Ya'qub al-Kulayni al-Razi, conocido como Sheij al-Kulaini.
- Man La Yahduruhu Al-Faqih, recogido por Abu Ja'far Muhammad ibn 'Ali ibn Babawayh al-Qummi, conocido como Sheij al-Saduq o Ibn Babawayh.
- Tahdib Al-Ahkam, recogido por Abu Jafar Muhammad Ibn Hassan Tusi, conocido como Sheij Tusi o Sheij Ta’ifa.
- Al-Istibsar, recogido también por Sheikh Tusi.

Además, también se incluyen otras recopilaciones:
- La cumbre de la elocuencia, o Nahŷ al-Balagha, una recopilación de discursos de Ali Ibn Abi Tálib.
- Bihar al-Anwar, de Muhammad Baqir Maylisi.
- Ghurar al-Hikam, de Alamé al-Hilli.

### En el sunismo
La colección de la Sunna canónica suní está compuesta por los seis libros llamados Kutub al-Sittah ( الكتب الستة, Los seis libros). Se recopilaron en torno al siglo IX d. C. Son los siguientes:
- Sahih al-Bujari, recogido por Imam Bukhari.
- Sahih Muslim, recogido por Muslim b. al-Hajjaj.
- Sunan Abu Dawud, recogido por Abu Dawood.
- Ŷami Al-Tirmidi, recogido por al-Tirmidhi.
- Al-Sunan al-Sughra, recogido por al-Nasa'i.
- Sunan Ibn Maŷah, recogido por Ibn Majah.

El libro Muwatta Malik, recogido por Imam Malik está considerado por algunos como parte de la colección de la Sunna. Los dos primeros además de formar parte de la Sunna canónica suní: están universalmente reconocidos por todas las ramas del islam sunita como auténticos, aunque no formen parte de la Sunna canónica chií.